# LG P920 Optimus 3D
Das LG P920 Optimus 3D wird als das erste 3D-fähige Smartphone überhaupt vermarktet. Bei diesem Mobilgerät handelt es sich um ein Smartphone des Herstellers LG Electronics. Ausgestattet ist das Modell mit einem NOVA-Display, welches die Funktion der Gestensteuerung mit sich bringt. Der Bildschirm ermöglicht zudem das Abspielen stereoskopischer Inhalte; es wird keine Brille benötigt. Die Markteinführung erfolgte in Österreich im zweiten Quartal 2011.

## Technik

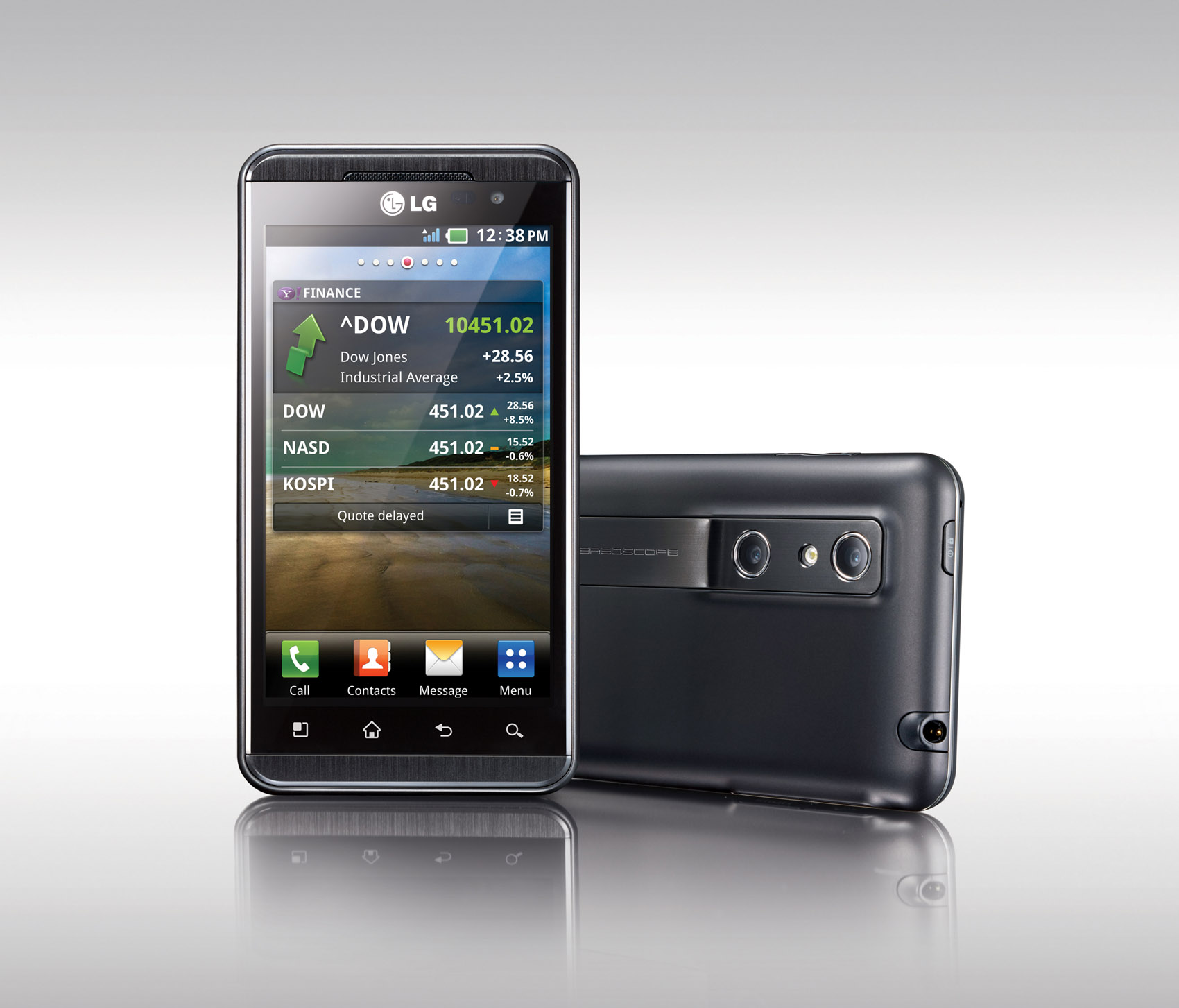
Vorder- und Rückansicht

Das LG P920 Optimus 3D ermöglicht eine HD (1080p)-Videoaufnahme über die integrierte 5-Megapixel-Digitalkamera. Das Gerät beruht auf einem 1 GHz OMAP4 Dual-Core-Prozessor. Das LG P920 Optimus 3D ist bekannt für seinen NOVA-Bildschirm, der auch bei hellem Umgebungslicht zu erkennen ist. Als weitere Standard-Funktionen gelten WLAN nach 802.11 b/g/n, HSDPA mit 10,2 Mbps, HSUPA mit 5,76 Mbps, UMTS mit 384 kbps und Bluetooth 2.1. EDGE und GPRS sind ebenfalls vorhanden. Der interne Speicher kann mittels Micro-SDHC um bis zu 32 GB erweitert werden. Das Gerät verfügt über GPS und einen HDMI-Ausgang. Als Betriebssystem nutzt LG Google Android 2.2 (Froyo) mit LGs eigener Benutzeroberfläche LG-S Class. Von LG wurde ein Update auf Android 2.3.5 (Gingerbread) veröffentlicht. Das Gerät unterstützt ebenfalls Adobe Flash 10.3 und DivX/Xvid. Mittlerweile gibt es ein offizielles Update auf Android 4.0.4, für den allerdings ein Windows-Desktop benötigt wird.

## Stereoskopie
Im 3D-Modus können Fotos mit drei Megapixel aufgenommen werden, die Videoauflösung beträgt dann 720p. Stereoskopische Inhalte können am 3D-fähigen LG Optimus-Smartphone erstellt, angesehen und auf einen 3D-Fernseher übertragen werden. 2D-Inhalte können in dreidimensionale Simulationen umgewandelt werden. Kritisiert wird diese Funktion für ihre mangelhafte Umsetzung; so sei der räumliche Eindruck dieser Inhalte teilweise fehlerhaft bzw. nur mäßig vorhanden.

### Anwendungen
Das LG Optimus 3D kommt mit einer Reihe von verschiedenen 3D-Anwendungen, die von 3D-Spielen bis zu einer 3D-Galerie reichen. Zusammengeführt werden sämtliche 3D-Features in einer hauseigenen 3D-Plattform.

### Hot-Key
Mit dem sogenannten 3D-Hot-Key erhält man sofortigen Zugriff auf die 3D-Plattform. Darüber hinaus ermöglicht der Hot-Key Benutzern, zwischen einer 2D- und einer 3D-Ansicht zu wechseln. Dieser Hot-Key verdrängte die Auslösertaste der Kamera, diese wird im Gegensatz zu anderen LG-Smartphones über eine virtuelle Taste am Display ausgelöst.
Ab der Firmware-Version V20*/V21* mit Android 2.3.5 Gingerbread ist es möglich, auch mittels des 3D-Hot-Key die Aufnahme-Funktion der Kamera auszulösen. Dazu muss im Vorfeld die entsprechende Applikation (Kamera-App) gestartet sein.